# Хамведдель
Хамведдель (нем. Hamweddel) — община в Германии, в земле Шлезвиг-Гольштейн. 
Входит в состав района Рендсбург-Экернфёрде. Подчиняется управлению Ефенштедт.  Население составляет 483 человека (на 31 декабря 2010 года). Занимает площадь 9,66 км².